# Isla Calero

Umstrittenes Gebiet zwischen Costa Rica und Nicaragua

Die Isla Calero ist eine unbewohnte Insel zwischen der Mündung des Río San Juan, der die Grenze zwischen Costa Rica und Nicaragua bildet, ins Karibische Meer und der südlich gelegenen Mündung des Río Colorado.
Die Insel hat eine Fläche von 151,6 km². Ihre Zugehörigkeit ist zwischen Nicaragua und Costa Rica seit den 1820er-Jahren umstritten. Im Vertrag Cañas–Jerez zwischen dem nicaraguanischen Außenminister Máximo Jerez Tellería und dem costa-ricanischen General José María Cañas Escamilla wurde 1858 der Río San Juan als die Grenze beider Länder festgelegt. Seitdem war die Insel de facto verwaltungsmäßig der costa-ricanischen Provinz Limón unterstellt, wohingegen der Fluss ansonsten in voller Breite zu Nicaragua gehörte.
Neben der südlich gelegenen Isla Brava bildet die Insel einen Teil des Refugio Nacional de Fauna Silvestre Barra del Colorado; Calero ist die größte Insel des mittelamerikanischen Landes.

## Grenzstreitigkeiten
Im November 2010 stand die Insel im Mittelpunkt einer medialen Auseinandersetzung, als die nicaraguanische Armee sie besetzte. Ein nicaraguanischer Kommandeur rechtfertigte seine Anwesenheit mit Angaben aus Google Maps. Costa Ricas Position ist, dass ein von beiden Ländern 1897 akzeptierter Schiedsspruch die Insel Costa Rica zugesprochen habe. Costa Rica verlangte von Google, die Grenzziehung in seiner Karte zu ändern, während Nicaragua die gegenwärtige Version anerkannt haben will.
Google Maps änderte daraufhin seine Grenzziehung entsprechend der Auffassung Costa Ricas. Am 8. November überflog der Generalsekretär der Organisation Amerikanischer Staaten José Miguel Insulza die Insel.
Am 12. November 2010 befasste sich die OAS auf Antrag Costa Ricas mit der Besetzung durch die Armee Nicaraguas. Im Stimmverhältnis 22-2 (die einzigen Gegenstimmen kamen von den Vertretern Nicaraguas und Venezuelas) forderten die Mitgliedsstaaten den sofortigen Abzug der nicaraguanischen Truppen. Nicaragua ignorierte die Forderung und drohte im Gegenzug mit dem Rückzug aus der OAS. Anschließend beschuldigte Nicaraguas Staatschef Daniel Ortega unverhohlen Staaten, die für den Rückzug der nicaraguanischen Truppen gestimmt hatten, Marionetten der Drogenkartelle zu sein und ihre Außenpolitik nach diesen auszurichten.
Nachdem Costa Rica die Angelegenheit vor den International Court of Justice, (Internationaler Gerichtshof) in Den Haag gebracht hatte, fanden dort vom 11. bis 15. Januar 2011 die Anhörungen der beiden Parteien statt. Am 16. Dezember 2015 sprach der Internationale Gerichtshof die Insel Costa Rica zu und verurteilte Nicaragua zu Reparationszahlungen.

## Verwaltungszugehörigkeit
Verwaltungsmäßig ist die Insel folgendermaßen in Costa Rica integriert:
- Ort (poblado): San Francisco
- Distrikt (distrito): Roxana
- Kanton (cantón): Pococí
- Provinz (provincia): Limón

Nach Ansicht Nicaraguas gehört die Insel zur Gemeinde (municipio) San Juan de Nicaragua (früher bekannt als San Juan del Norte und auf Englisch Greytown) im Departamento Río San Juan.